# Premis Oscar de 1937
Els Premis Oscar de 1937 (en anglès: 10th Academy Awards) foren presentats el 3 de març de 1938 en una cerimònia realitzada al Biltmore Hotel de Los Angeles. La cerimònia fou presentada pel comic Bob Burns.

## Curiositats
En aquesta edició s'entregaren estatuetes per última vegada en les categories d'Oscar al millor ajudant de direcció i de millor direcció de ball.
El film The Life of Emile Zola de William Dieterle fou la primera pel·lícula a aconseguir 10 nominacions i la segona pel·lícula biogràfica en aconseguir el premi a la millor pel·lícula.
L'actriu Luise Rainer aconseguí guanyar novament el premi a millor actriu, convertint-se en el primer actor a rebre dos premis de l'Acadèmia i dos premis consecutius.
La pel·lícula A Star Is Born de William A. Wellman fou el primer film en color en ser nominat a la categoria de millor pel·lícula.
En aquesta cerimònia s'entregà per primera vegada el Premi Irving G. Thalberg, que recaigué en el productor Darryl F. Zanuck.

## Premis
| Millor pel·lícula | Millor director |
| --- | --- |
| - The Life of Emile Zola - Dames de teatre - Captains Courageous - Punt mort - The Good Earth - In Old Chicago - Horitzons perduts - One Hundred Men and a Girl - A Star Is Born - La terrible veritat | - Leo McCarey per La terrible veritat - William Dieterle per The Life of Emile Zola - Sidney Franklin per The Good Earth - Gregory La Cava per Dames de teatre - William Wellman per A Star Is Born |
| Millor actor | Millor actriu |
| - Spencer Tracy per Captains Courageous com a Manuel Fidello - Charles Boyer per Conquest com a Napoleó Bonaparte - Fredric March per A Star Is Born com a Norman Maine - Robert Montgomery per Night Must Fall com a Danny - Paul Muni per The Life of Emile Zola com a Émile Zola | - Luise Rainer per The Good Earth com a O-Lan - Irene Dunne per La terrible veritat com a Lucy Warriner - Greta Garbo per Camille com a Marguerite Gautier - Janet Gaynor per A Star Is Born com a Esther Blodgett/Vicki Lester - Barbara Stanwyck per Stella Dallas com a Stella (Martin) Dallas |
| Millor actor secundari | Millor actriu secundària |
| - Joseph Schildkraut per The Life of Emile Zola com a Capità Alfred Dreyfus - Ralph Bellamy per La terrible veritat com a Dan Leeson - Thomas Mitchell per Huracà sobre l'illa com a Dr. Kersaint - H. B. Warner per Horitzons perduts com a Chang - Roland Young per Topper com a Cosmo Topper | - Alice Brady per In Old Chicago com a Catherine O'Leary - Andrea Leeds per Dames de teatre com a Kay Hamilton - Anne Shirley per Stella Dallas com a Laurel Dallas - Claire Trevor per Punt mort com a Francey - May Whitty per Night Must Fall com a Mrs. Bramson |
| Millor història | Millor guió adaptat |
| - William A. Wellman i Robert Carson per A Star Is Born - Niven Busch per In Old Chicago - Heinz Herald i Geza Herczeg per The Life of Emile Zola - Hans Kraly per One Hundred Men and a Girl - Robert Lord per Black Legion | - Heinz Herald, Geza Herczeg i Norman Reilly Raine per The Life of Emile Zola - Morris Ryskind i Anthony Veiller per Dames de teatre - Alan Campbell, Robert Carson i Dorothy Parker per A Star Is Born - Viña Delmar per La terrible veritat - John Lee Mahin, Marc Connelly i Dale Van Every per Captains Courageous |
| Millor banda sonora | Millor cançó original |
| - Charles Previn (cap de departament) per One Hundred Men and a Girl - Alfred Newman (cap de departament) per Huracà sobre l'illa (música d'Alfred Newman) - Louis Silvers (cap de departament) per In Old Chicago - Leo F. Forbstein (cap de departament) The Life of Emile Zola (música de Max Steiner) - Morris Stoloff (cap de departament) per Horitzons perduts (música de Dimitri Tiomkin) - Hugo Riesenfeld (director musical) per Make a Wish (música d'Hugo Riesenfeld) - Nat W. Finston (cap de departament) per Maytime (música d'Herbert Stothart) - Alberto Colombo (cap de departament) per Portia on Trial (música d'Alberto Colombo) - Alfred Newman (director musical) per The Prisoner of Zenda (música d'Alfred Newman) - Roy Webb (director musical) per Olívia (música de Roy Webb) - Leigh Harline (cap de departament) per La Blancaneu i els set nans (música de Frank Churchill, Leigh Harline i Paul J. Smith) - Constantin Bakaleinikoff (director musical) per Això s'ha de celebrar (música de Victor Schertzinger) - Boris Morros (cap de departament) per Souls at Sea (música de W. Franke Harling i Milan Roder) - Marvin Hatley (cap de departament) perWay Out West (música de Marvin Hatley) | - Harry Owens (música i lletra) per Waikiki Wedding ("Sweet Leilani") - Harry Warren (música); Al Dubin (lletra) per Mr. Dodd Takes the Air ("Remember Me") - Sammy Fain (música); Lew Brown (lletra) per Vogues of 1938 ("That Old Feeling") - George Gershwin (música); Ira Gershwin" (lletra) per Shall We Dance ("They Can't Take That Away From Me") - Frederick Hollander (música); Leo Robin (lletra) per Artists and Models ("Whispers in the Dark") |
| Millor direcció artística | Millor fotografia |
| - Stephen Goosson per Horitzons perduts - Carroll Clark per Senyoreta en desgràcia - William S. Darling i David S. Hall per Wee Willie Winkie - Richard Day per Punt mort - Hans Dreier i Roland Anderson per Souls at Sea - Cedric Gibbons i William Horning per Conquest - Anton Grot per The Life of Emile Zola - Wiard Ihnen per Every Day's a Holiday - John Victor Mackay per Manhattan Merry-Go-Round - Jack Otterson per You're a Sweetheart - Alexander Toluboff per Vogues of 1938 - Lyle Wheeler per The Prisoner of Zenda | - Karl Freund per The Good Earth - Gregg Toland per Punt mort - Joseph Valentine per Wings Over Honolulu |
| Millor so | Millor muntatge |
| - Thomas Moulton per Huracà sobre l'illa (United Artists Studio Sound Department) - John Livadary per Horitzons perduts (Columbia Studio Sound Department) - A. E. Kaye per The Girl Said No (Grand National Studio Sound Department) - Elmer A. Raguse per Topper (Hal Roach Studio Sound Department) - Douglas Shearer per Maytime (MGM Studio Sound Department) - Loren L. Ryder per Wells Fargo (Paramount Studio Sound Department) - John Aalberg per Hitting a New High (RKO Radio Studio Sound Department) - E. H. Hansen per In Old Chicago (Fox Studio Sound Department) - Homer G. Tasker per One Hundred Men and a Girl (Universal Studio Sound Department) - Nathan Levinson per The Life of Emile Zola (Warner Bros. Studio Sound Department) | - Gene Havlick i Gene Milford per Horitzons perduts - Bernard W. Burton per One Hundred Men and a Girl - Al Clark per La terrible veritat - Elmo Veron per Captains Courageous - Basil Wrangell per The Good Earth |
| Millor curtmetratge, un carret | Millor curtmetratge, dos carrets |
| - The Private Life of the Gannets de Skibo Productions i Educational Pictures - A Night at the Movies de MGM - Romance of Radium de Pete Smith i MGM | - Torture Money de MGM - Deep South de RKO Radio - Should Wives Work? de RKO Radio |
| Millor curtmetratge, color | Millor curtmetratge d'animació |
| - Penny Wisdom de Pete Smith i MGM - The Man Without a Country de Warner Bros. - Popular Science J-7-1 de Paramount Pictures | - The Old Mill de Walt Disney i RKO Radio - Educated Fish de Paramount Pictures - The Little Match Girl de Charles Mintz i Columbia Pictures |
| Millor ajudant de direcció | Millor direcció de ball |
| - Robert Webb per In Old Chicago - C. C. Coleman, Jr. per Horitzons perduts - Russ Saunders per The Life of Emile Zola - Eric G. Stacey per A Star Is Born - Hal Walker per Souls at Sea | - Hermes Pan per Senyoreta en desgràcia - Busby Berkeley per Varsity Show - Bobby Connolly per Ready, Willing and Able - Dave Gould per Un dia a les curses - Sammy Lee per Ali Baba Goes to Town - LeRoy Prinz per Waikiki Wedding - Harry Losee per Thin Ice |

## Oscar honorífic
- Mack Sennett - per la seva contribució duradora a la comèdia tècnica de la pantalla, els principis bàsics dels quals són tan importants avui com quan es va posar en pràctica, l'Acadèmia lliura un Premi Especial a aquest mestre de la diversió, descobridor d'estrelles, simpatia, amabilitat, la comprensió del geni de la comèdia. [estatueta]
- Edgar Bergen - per la seva destacada creació de la comèdia, "Charlie McCarthy". [estatueta de fusta, amb boca que es mou]
- W. Howard Greene - per la fotografia en color de A Star Is Born [placa]
- Biblioteca de cinema del Museum of Modern Art - per la seva important tasca en la recollida de pel·lícules des de 1895 fins a l'actualitat i per primera vegada posada a disposició al públic per poder estudiar el desenvolupament històric i estètica del cinema com un dels principals arts. [certificat]

## Premi Irving G. Thalberg
- Darryl F. Zanuck

## Múltiples nominacions i premis
| Les següents pel·lícules van rebre diverses nominacions: - 10 nominacions: The Life of Emile Zola - 7 nominacions: Horitzons perduts i A Star is Born - 6 nominacions: La terrible veritat i In Old Chicago - 5 nominacions: The Good Earth i One Hundred Men and a Girl - 4 nominacions: Captains Courageous, Punt mort i Dames de teatre - 3 nominacions: Huracà sobre l'illa i Souls at Sea - 2 nominacions: Conquest, Senyoreta en desgràcia, Maytime, Night Must Fall, The Prisoner of Zenda, Stella Dallas, Waikiki Wedding, Topper i Vogues of 1938 | Les següents pel·lícules van rebre més d'un premi: - 3 premis: The Life of Emile Zola - 2 premis: The Good Earth, In Old Chicago i Horitzons perduts |